# Museo della scienza di Valladolid
Il Museo della scienza di Valladolid è un museo scientifico di Valladolid, Spagna, situato a sudovest della città, tra la riva destra del fiume Pisuerga e avenida de Salamanca. È un museo di proprietà comunale, costruito sui terreni di proprietà di Vistaverde dove si incontrava l'antica fabbrica di farina "El Palero", un complesso industriale che venne parzialmente restaurato per ospitare la mostra permanente del museo di 9.300 m².
Gli architetti Rafael Moneo e Enrique de Teresa furono i responsabili della realizzazione del progetto, con la partecipazione di Francisco Romero e Juan José Echevarría. Il loro lavoro ha dato luogo ad un singolare complesso architettonico relativo alla divulgazione scientifica in Castiglia e León e ad uno dei simboli della modernità architettonica di Valladolid giacché si perseguiva un "effetto Guggenheim" nella città. Il museo si è dotato a dicembre 2012 dei codici QRpedia battezzandoli "Stelle della Scienza".